# Едуард Успенски
Едуард Успенски (на руски: Эдуа́рд Успе́нский) е съветски и руски сценарист, поет и писател на произведения в жанра детска литература, исторически роман и сатира, автор на популярните персонажи „Чебурашка“ и „Крокодилът Гена“.

## Биография и творчество
Едуард Успенски е роден на 22 декември 1937 г. в Егоревск, РСФСР, СССР. Има двама братя. Като ученик му се отдава математиката и получава много награди от олимпиади. Завършва през 1961 г. инженерна специалност в Московския авиационен институт.
Още в института започва да пише фейлетони, а първата му публикация е през 1960 г. След дипломирането си в продължение на три години работи като ръководител на група във Втори Московски приборостроителен завод. Разбирайки, че тази работа не му е по сърце, той напуска работата си и започва да пише детска хумористична литература. Пробива в кариерата трудно тъй като отказват да го печатат, а Сергей Михалков и Агния Барто отказват да го приемат в Съюза на писателите.
Първите си произведения публикува заедно с Аркадий Арканов. През 1966 г. е публикуван сборника „Четверо под одной обложкой“, където участва заедно с Григорий Горин, Феликс Камов и Аркадий Арканов. Негови стихове за деца са публикувани в „Литературная газета“ и са четени в радиопредаването „Добро утро“.
Получава широка известност с детските си книги „Крокодилът Гена и неговите приятели“ (1966), „Надолу по вълшебната река“ (1972), и др. В периода на 80-те и 90-те години са публикувани и известните му детски книги Каникулы в Простоквашино“, „Дядя Федор, пес и кот“, „Колобок идет по следу“, „Разноцветная семейка“, „Красная Рука, Черная Простыня, Зеленые Пальцы“.
Става известен и като сценарист на много мултипликационни филми за деца.
През 2010 г. е удостоен с наградата „Корней Чуковски“ за цялостното си творчество за деца.
Едуард Успенски живее в Москва до смъртта си на 80 години на 14 август 2018 г.

## Произведения
- Крокодил Гена и его друзья (1966, 1970)
Крокодилът Гена и неговите приятели, изд.: „Сампо“, София (1996), прев. Мая Халачева; ил. Костадинка Измирлиева
Крокодилът Гена и неговите приятели, изд. „Дамян Янков“, София (2001), прев. Мая Халачева
- Разноцветная семейка (1967)
- Крокодил Гена (1970)
- Вот так школа (1968)
- Воздушные шары (1971)
- Вниз по волшебной реке (1972, 1976)
Надолу по вълшебната река, изд.: ИК „Отечество“, София (1987), прев. Мая Халачева
- Гололёд. (1973)
- Наследство Бахрама (1973)
- Дядя Фёдор, пёс и кот (1974)
- Академик Иванов (1974)
- Крокодил Гена (1975)
- Повтори. (1976)
- Удивительное дело. (1976)
- Крокодил Гена (1977)
- Крокодил Гена и другие сказки (1977)
Крокодилът Гена и други приказки, изд.: ИК „Отечество“, София (1983), прев. Мая Халачева
- Если был бы я девчонкой (1983)
- Каникулы в Простоквашино (1983)
- Над нашей квартирой (1980, 1981, 1984)
- Вера и Анфиса в поликлинике. (1985)
- Вера и Анфиса знакомятся (1985)
- Отпуск крокодила Гены (1974)
Крокодилът Гена в отпуск, изд. „Дамян Янков“, София (2005), прев. Ваня Петкова, ил. Рада Якова
- Гарантийные человечки (1975)
- Гололёд (1982)
- Гарантийные человечки возвращаются (2011)
- Все в порядке (1976)
- Мудрец
- Школа клоунов (1981)
Училище за клоуни, изд.: ИК „Отечество“, София (1988), прев. Ганчо Ганчев
- Колобок идёт по следу (1987)
- Про Сидорова Вову (1988)
- Клоун Иван Бултых (1987)
- 25 профессий Маши Филипенко (1988)
- Меховой интернат (1989)
- Красная рука, черная простыня, зеленые пальцы (1990)
- Дядя Фёдор, пёс и кот (диалоги по политическим вопросам) (1990)
Чичо Фьодор, кучето и котаракът, изд. „Дамян Янков“, София (2010), прев. Татяна Балова
- Лекции профессора Чайникова (1991)
- Грамота: Книга для одного читающего и десяти неграмотных (1992)
- Бизнес Крокодила Гены (1992)
- Год хорошего ребенка (1992) – с Е де Грун
- Подводные береты (1993)
- Тётя дяди Фёдора, или Побег из Простоквашино (1994)
- Любимая девочка дяди Фёдора (1997)
- Дядя Фёдор идёт в школу, или Нэнси из Интернета в Простоквашино (1999)
- Крокодил Гена – лейтенант милиции (2001)
Крокодилът Гена – лейтенант от полицията, изд. „Дамян Янков“, София (2005), прев. Ваня Петкова, ил. Рада Якова
- Похищение Чебурашки (2001)
- Случай со степанидом (рассказы) (2002)
- Таинственный гость из космоса (2004)
- Истории про девочку со странным именем (2009)
- Зима в Простоквашино (1997)
- Новые порядки в Простоквашино
- Праздники в деревне Простоквашино
- Привидение из Простоквашино
- Неприятности в Простоквашино
- Клад из деревни Простоквашино
- Каникулы в Простоквашино
- Новая жизнь в Простоквашино
- Весна в Простоквашино (2004)
- Ошибка почтальона Печкина
- Чебурашка идёт в народ
- Грибы для Чебурашки (2001)
- Иван – царский сын и Серый Волк
- Про Веру и Анфису
- Жаб Жабыч Сковородкин
- Сын Жаба Жабыча
- История с ястребом-перепелятником
- Следствие ведут колобки
- Магнитный домик под Владимиром
- Укус гадюки (2002)
- Хозяйственная собака на белорусском хуторе
- Дядя Фёдор, пёс и кот, и политика
- Печкин против Хватайки
- Кислотный дождь в Простоквашино и другие весёлые истории
- Дни рождения в Простоквашино
- Происшествия в Простоквашино, или изобретения почтальона Печкина
- История про Гевейчика, гуттаперчевого человечка
- Лжедмитрий Второй, настоящий

### Пиеси
- Испанский сериал
- Дядя Фёдор, пёс и кот (1976)
- Гарантийные человечки (1979)
- Девочка-учительница (1983)
- Новый Год в Простоквашино
- Остров Учёных
- Отпуск Деда Мороза
- Про щучье веленье
- Пропажа белого слона
- Следствие ведут Колобки

### Екранизации
- Крокодилът Гена
- Чебурашка
- Шапокляк
- Чебурашка отива на училище
- Крокодилът Гена (2010)
- Чебурашка (2013)

- Трима от Простоквашино (1978)
- Ваканция в Простоквашино (1980)
- Зима в Простоквашино (1984)